# 羅東隘勇線
羅東隘勇線啟於1899年。是台灣日治時期台灣總督府專門圍堵台灣羅東山區一帶原住民之防衛線制度。

## 簡介
隘勇的防衛制度乃將原住民居住的山地區域與其附近山腰或平地，做一明顯的界線切割。而利用鐵絲，木牆，哨站所延伸或拓展的防衛線就叫做隘勇線。
羅東隘勇線人員配置約有九十名，配置地點則在羅東叭哩沙樟腦試製場附近，而隘勇線的目的則是為能夠讓台灣總督府所屬專賣局順利砍伐樟樹與開發試製羅東一帶之樟腦。